# Saison 2019-2020 du Nîmes Olympique
Maillots
Dernière mise à jour : 31 mars 2020.
Chronologie
Saison précédente Saison suivante
La saison 2019-2020 du Nîmes Olympique est la trente-cinquième saison de l'histoire du club gardois en championnat de France de première division, la deuxième consécutive au sein de l'élite du football français.
L'équipe est dirigée pour la cinquième saison consécutive par Bernard Blaquart qui occupe le poste d'entraîneur depuis novembre 2015.
Les Crocos participent également durant la saison aux deux coupes nationales que sont la Coupe de France où ils sont éliminés en sezième de finale par le Dijon FCO et la Coupe de la ligue où leur parcours s'arrête au stade des huitièmes de finale à la suite d'une défaite face à l'AS Saint-Étienne.
Cette saison est particulière puisque le championnat de France s'arrête exceptionnellement et définitivement à la 28e journée (au lieu de la 38e comme initialement prévu) à cause de la pandémie de coronavirus.

## Avant saison

### Transferts
La période des transferts démarre pour le Nîmes Olympique par la fin de carrière de Fethi Harek et les fins des contrats du gardien de but Martin Sourzac, du défenseur Hervé Lybohy  qui rejoignent l'AS Nancy Lorraine, du milieu de terrain Abdel Malik Hsissane qui s'engage au Puy Foot 43 et de l'attaquant Rachid Alioui qui rejoint le SCO d'Angers. ainsi que par les retours dans leurs clubs respectif de Faitout Maouassa au Stade rennais, Jordan Ferri à l'Olympique lyonnais et enfin Baptiste Guillaume au SCO d'Angers.
La première recrue de la saison est Gauthier Gallon formé au club qui fait son retour deux années après l'avoir quitté et voit également le retour en prêt de l'attaquant Kévin Denkey de l'AS Béziers. Le 29 mai 2019, le club signe le premier contrat professionnel du gardien de but Lucas Dias, du latéral gauche Théo Sainte-Luce et du défenseur central Kelyan Guessoum tous formés au club. Le 17 juin 2019, Gauthier Gallon quitte finalement le club gardois, avant même d'y avoir joué, et s'engage pour trois saisons avec l'ESTAC. Le 18 juin 2019, Umut Bozok s'engage au FC Lorient contre une indemnité de transfert avoisinant 1,5 million d'euros. Le 25 juin 2019, Pablo Martinez, défenseur polyvalent formé au club signe son retour pour une durée de 3 ans arrivant en fin de contrat du Racing Club de Strasbourg, où il évoluait depuis deux saisons. Le même jour, Lucas Buades signe également son premier contrat professionnel. Le 28 juin 2019, Romain Philippoteaux, milieu offensif arrive en provenance de l'AJ Auxerre dans le cadre d'un transfert. Téji Savanier quitte le club après 4 ans de bons et loyaux services contre un transfert avoisinant 10 millions d'euros. Il retourne dans sa ville de naissance et son club formateur, le club rival du Montpellier HSC. Le 2 juillet 2019, Vlatko Stojanovski, meilleur buteur du Championnat de Macédoine s'engage pour trois ans contre 300 000 euros. Zinedine Ferhat l'accompagne en signant libre après trois saisons au Havre. Panagiotis Vlachodimos quitte l'équipe en résiliant son contrat à l'amiable avec le club suivi du gardien de but Baptiste Valette qui rejoint l'AS Nancy Lorraine dans le cadre d'un transfert définitif. Le 7 juillet 2019, Denis Bouanga s'engage pour une durée de 4 ans chez l'AS Saint-Étienne pour 4,5 millions d'euros. Le 12 juillet 2019, Sada Thioub quitte également le club et s'engage pour une durée de 4 ans au SCO d'Angers pour 3,5 millions d'euros. Le 6 août 2019, Sidy Sarr quitte son club de La Berrichonne de Châteauroux et rejoint les rangs nîmois contre une indemnité de transfert de 2 millions d'euros. Le 19 août 2019, Lamine Fomba et Lucas Deaux rejoignent le club.

### Préparation d'avant-saison
Le Nîmes Olympique commence sa préparation d'avant-saison par un stage de reprise de cinq jours à Peralada, en Espagne, où le club à l'habitude de se rendre depuis quelques saisons. Dès le premier jour, le jeune attaquant marocain Sami Ben Amar quitte ses coéquipiers en raison d'une blessure au pied gauche. Le stage se conclut par un match amical le 5 juillet 2019 contre AS Béziers, récemment relégué en National. Les deux équipes livrent un match avec peu de rythme qui se termine par un score nul de 0-0.
Le club gardois disputera six matchs amicaux durant sa préparation, contre l'AS Béziers, l'AC Ajaccio, le Toulouse FC, Rodez AF, le FC Sète 34 et le Dijon Football Côte-d'Or .

## Compétitions

### Championnat
La saison 2019-2020 de Ligue 1 est la quatre-vingt-deuxième édition du championnat de France de football et la dix-huitième sous l'appellation « Ligue 1 ». La division oppose vingt clubs en une série de trente-huit rencontres. Les meilleurs de ce championnat se qualifient pour les coupes d'Europe que sont la Ligue des champions (le podium) et la Ligue Europa (le quatrième et les vainqueurs des coupes nationales). Le Nîmes Olympique participe à cette compétition pour la trente-cinquième fois de son histoire.

#### Journées 1 à 10
Le Nîmes Olympique commence officiellement sa saison le 11 août 2019 par un déplacement au Parc des Princes afin d'y défier le Paris Saint-Germain, double tenant du titre. Malgré un début de match solide de la part des Crocodiles, les Parisiens ouvrent le score à la 24e minute de jeu par l'intermédiaire d'Edinson Cavani sur un pénalty obtenu à la suite d'une faute de main du défenseur Pablo Martinez relevée par l'assistance vidéo. Au retour des vestiaires, les Gardois craquent pour la deuxième fois et concèdent un but de Kylian Mbappé sur un service de l'Espagnol Juan Bernat. Ángel Di María, d'une frappe du pied gauche, parachève la victoire parisienne à vingt minutes de la fin de la rencontre. L'entraîneur nîmois Bernard Blaquart reconnaîtra à l'issue de la partie qu'il « n'y a pas eu match, comme souvent face à Paris ».
Pour les cinq premières journées de championnat, les crocos débutent par une déplacement périlleux sur la pelouse du champion en titre, le Paris Saint-Germain Football Club, avant une première réception à domicile de l'OGC Nice, suivi d'un déplacement chez l'AS Monaco. Les nîmois enchaînent ensuite avec la réception du promu de Domino’s Ligue 2, le Stade brestois 29 lors de la quatrième journée et un déplacement sur la pelouse du Dijon FCO lors de la cinquième journée. Ils reçoivent Toulouse lors de la sixième journée avant de déplacer et un déplacement sur la pelouse de Montpellier lors de la septième journée. Ils reçoivent les Stéphanois lors de la huitième journée avant de se déplacer à Lille lors de la neuvième journée.

#### Classement final et statistiques
Le Nîmes Olympique termine le championnat à la dix-huitième place avec sept victoires, six matchs nuls et quinze défaites. Une victoire rapportant trois points et un match nul un point, le NO totalise 27 points soit quarante-et-un points de moins que le club sacré champion, le Paris Saint-Germain. Les Nîmois possèdent la quatorzième meilleure attaque du championnat et la dix-septième défense.  Le NO est la treizième meilleure équipe à domicile du championnat (20 points), et la dix-huitième à l'extérieur (7 points). Le club termine à la douzième place du classement du fair-play établie par la Ligue de football professionnel, avec 44 cartons jaunes et 6 cartons rouges.
| Rang | Équipe              | Pts | J  | G | N  | P  | Bp | Bc | Diff |
| ---- | ------------------- | --- | -- | - | -- | -- | -- | -- | ---- |
| 14   | Stade brestois 29 P | 34  | 28 | 8 | 10 | 10 | 34 | 37 | -3   |
| 15   | FC Metz P           | 34  | 28 | 8 | 10 | 10 | 27 | 35 | -8   |
| 16   | Dijon FCO           | 30  | 28 | 7 | 9  | 12 | 27 | 37 | -10  |
| 17   | AS Saint-Étienne    | 30  | 28 | 8 | 6  | 14 | 29 | 45 | -16  |
| 18   | Nîmes Olympique     | 27  | 28 | 7 | 6  | 15 | 29 | 44 | -15  |
| 19   | Amiens SC           | 23  | 28 | 4 | 11 | 13 | 31 | 50 | -19  |
| 20   | Toulouse FC         | 13  | 28 | 3 | 4  | 21 | 22 | 58 | -36  |

- Relégué en Ligue 2.

### Coupe de France
La coupe de France 2019-2020 est la 103e édition de la coupe de France, une compétition à élimination directe mettant aux prises les clubs de football amateurs et professionnels à travers la France métropolitaine et les DOM-TOM. Elle est organisée par la FFF et ses ligues régionales.
Le Nîmes Olympique commence la compétition au niveau des trente-deuxièmes de finale, à l'instar des autres équipes de Ligue 1.

### Coupe de la Ligue
La Coupe de la Ligue 2019-2020 est la 26e édition de la Coupe de la Ligue, compétition à élimination directe organisée par la Ligue de football professionnel (LFP) depuis 1994, qui rassemble uniquement les clubs professionnels de Ligue 1, Ligue 2 et National. Depuis 2009, la LFP a instauré un nouveau format de coupe plus avantageux pour les équipes qualifiées pour une coupe d'Europe.
N'étant pas qualifié pour une compétition européenne, le Nîmes Olympique commence la compétition en seizième de finale. Le NO reçoit le Racing Club de Lens, club de Ligue 2, qui a éliminé au tour précédent le Clermont Foot 63 après la séance de tirs au but.

### Matchs officiels de la saison
Le tableau ci-dessous retrace dans l'ordre chronologique les rencontres officielles jouées par le Nîmes Olympique durant la saison. Le club gardois a ainsi disputé trente-huit matchs de championnat, deux tours de Coupe de France et de Coupe de la Ligue. Les buteurs sont accompagnés d'une indication sur la minute de jeu où est marqué le but et, pour certaines réalisations, sur sa nature (penalty ou contre son camp).
Le bilan général de la saison est de huit victoires, sept matchs nuls et dix-sept défaites avec 35 buts marqués pour 53 encaissés.
| Compétition       | Débute au tour | Place ou tour final | Matches joués | Gagnés | Nuls | Perdus | Buts pour | Buts contre | Différence |
| Ligue 1           | -              | 18e                 | 28            | 7      | 6    | 15     | 29        | 44          | -15        |
| Coupe de France   | 32e de finale  | 16e de finale       | 2             | 0      | 1    | 1      | 2         | 7           | -5         |
| Coupe de la ligue | 16e de finale  | 8e de finale        | 2             | 1      | 0    | 1      | 4         | 2           | +2         |
| Total             | -              | -                   | 32            | 8      | 7    | 17     | 35        | 53          | -18        |

## Joueurs et encadrement technique

### Encadrement technique
L'équipe est entraînée par Bernard Blaquart, entraîneur de 59 ans en poste depuis novembre 2015. Il commence en 1984 sa carrière d'entraîneur au GC Lunel, club avec lequel il réussit deux montées, puis dirige successivement l'Entente Nord Lozère, l'EDS Montluçon, l'EP Vergèze avant de revenir à Lunel en 1998, qu'il quittera de nouveau en 2004. Il rejoint le Grenoble Foot 38 la même année en tant qu'entraîneur de l'équipe réserve et directeur du centre de formation. Après avoir quitté son poste en 2008, il retrouve des fonctions similaires en 2012 avec le Tours FC. Il devient entraîneur de l'équipe professionnelle la saison suivante et réussit à maintenir le club en Ligue 2. Cependant, il quitte le club à l'été 2013 pour être de nouveau directeur d'un centre de formation, celui du Nîmes Olympique. À l'instar de ses deux précédentes expériences, il entraîne dans un premier temps l'équipe réserve (et durant deux saisons, l'équipe U17) avant de devenir celui de l'équipe première.
L'entraîneur des gardiens est Sébastien Gimenez, présent dans le staff des Crocodiles depuis 2010. Après avoir effectué une carrière amateur commencée en 1997 au Castelnau-le-Crès FC, il dispute sa seule et unique rencontre professionnelle avec le FC Sète en 2006. Il s'engage la même année avec le Nîmes Olympique, évoluant alors en National. Il y effectue les deux dernières années de sa carrière en disputant 38 rencontres et fait partie de l'effectif des Crocodiles remontant en Ligue 2 en 2008.

### Effectif professionnel
En grisé, les sélections de joueurs internationaux chez les jeunes mais n'ayant jamais été appelés aux échelons supérieur une fois l'âge limite dépassé.

### Joueurs en sélection nationale
| Nat. | Nom                | Éliminatoires CAN/Euro | Éliminatoires CAN/Euro | Éliminatoires CAN/Euro | Éliminatoires CAN/Euro | Éliminatoires CAN/Euro | Éliminatoires Coupe du Monde | Éliminatoires Coupe du Monde | Éliminatoires Coupe du Monde | Éliminatoires Coupe du Monde | Éliminatoires Coupe du Monde | Matchs amicaux | Matchs amicaux | Matchs amicaux | Matchs amicaux | Matchs amicaux | Total | Total       | Total          | Total  | Total        |
| Nat. | Nom                | M.J.                   | But inscrit            | Passe décisive         | Averti                 | Carton rouge           | M.J.                         | But inscrit                  | Passe décisive               | Averti                       | Carton rouge                 | M.J.           | But inscrit    | Passe décisive | Averti         | Carton rouge   | M.J.  | But inscrit | Passe décisive | Averti | Carton rouge |
|      | Kévin Denkey       | 2                      | 0                      | 0                      | 0                      | 0                      | 2                            | 0                            | 0                            | 0                            | 0                            | 0              | 0              | 0              | 0              | 0              | 4     | 0           | 0              | 0      | 0            |
|      | Haris Duljević     | 4                      | 0                      | 2                      | 0                      | 0                      | 0                            | 0                            | 0                            | 0                            | 0                            | 0              | 0              | 0              | 0              | 0              | 4     | 0           | 2              | 0      | 0            |
|      | Zinedine Ferhat    | 0                      | 0                      | 0                      | 0                      | 0                      | 0                            | 0                            | 0                            | 0                            | 0                            | 2              | 0              | 0              | 0              | 0              | 2     | 0           | 0              | 0      | 0            |
|      | Sidy Sarr          | 2                      | 1                      | 0                      | 0                      | 0                      | 0                            | 0                            | 0                            | 0                            | 0                            | 1              | 0              | 0              | 0              | 0              | 3     | 1           | 0              | 0      | 0            |
|      | Vlatko Stojanovski | 2                      | 1                      | 0                      | 0                      | 0                      | 0                            | 0                            | 0                            | 0                            | 0                            | 0              | 0              | 0              | 0              | 0              | 2     | 1           | 0              | 0      | 0            |

## Aspects juridiques et économiques

### Structure juridique et organigramme
Le Nîmes Olympique se compose d'une association, titulaire du numéro d'affiliation de la FFF et d'une société. L'équipe professionnelle est gérée par la société anonyme sportive professionnelle (SASP) Nîmes Olympique au capital de 1 713 960 euros. La SASP est liée par le biais d'une convention à l'association loi de 1901 Nîmes Olympique Association, structure qui regroupe le centre de formation et les équipes amateurs du club.
Le Nîmes Olympique est dirigé par un conseil d'administration dont le président est l'actionnaire Rani Assaf.
L'organigramme s'établit comme suit :
| Direction | Administratif | Sportif |
| --- | --- | --- |
| Président : Rani Assaf Directeur des Opérations : Laurent Tourreau Président de l'association : Yannick Liron Directeur de la formation : Christophe Chaintreuil | Responsable communication : Jordan Isen Responsables sécurité : David Guichard Responsables billetterie : Samuel Rancan | Entraîneur : Bernard Blaquart Entraîneur adjoint : Jérôme Arpinon Entraîneur des gardiens : Sébastien Gimenez Préparateur physique : Richard Goyet Préparateur physique : Benoit Deplagne |

## Affluence et télévision

### Affluence
Affluence du Nîmes Olympique à domicile

### Retransmission télévisée
Lors de la saison 2017-2018 de Ligue 1, comme lors de la saison précédente, la Ligue de football professionnel (LFP) a choisi de prendre exemple sur les championnats étrangers et d'étaler les matchs sur les trois jours du week-end et sur plusieurs tranches horaires. Ainsi la journée de championnat débutera le vendredi soir à 20 h 45, un match sera diffusé samedi à 17 h, puis quatre matchs à 20 h, enfin un match sera diffusé à 15 h le dimanche, puis un à 17 h et enfin un à 20 h 45.
Les droits télévisés seront versés par la LFP au Nîmes Olympique au terme de la saison. À une part fixe qui revient de droit à chaque club de l'élite, sera ajoutée une partie variable qui est calculée à partir des résultats sportifs et de la notoriété de l'équipe.

## Équipe réserve et équipes de jeunes

### Équipe réserve
L’équipe réserve du Nîmes Olympique (appelée Nîmes Olympique B) sert de tremplin vers le groupe professionnel pour les jeunes du centre de formation ainsi que pour les joueurs de l'équipe première n'ayant pas disputé les précédentes rencontres en Ligue 1. Elle est entraînée par Yannick Dumas depuis 2014, anciennement entraîneur des équipes de jeunes du club.
Pour la saison 2019-2020, elle évolue dans le groupe D du championnat de France de National 2, soit le quatrième niveau de la hiérarchie du football en France.
| Rang | Équipe               | Pts      | J  | G | N | P  | Bp | Bc | Diff |
| ---- | -------------------- | -------- | -- | - | - | -- | -- | -- | ---- |
| 11   | Jura Sud Foot        | 23(1,09) | 21 | 6 | 5 | 10 | 24 | 37 | -13  |
| 12   | AS Monaco FC rés.    | 22(1,04) | 21 | 6 | 4 | 11 | 26 | 34 | -8   |
| 13   | Marignane Gignac FC  | 22(1,04) | 21 | 5 | 7 | 9  | 19 | 23 | -4   |
| 14   | AS Saint-Priest      | 21(1,00) | 21 | 4 | 9 | 8  | 24 | 27 | -3   |
| 15   | USM Endoume Catalans | 19(0,90) | 21 | 4 | 7 | 10 | 23 | 33 | -10  |
| 16   | Nîmes Olympique rés. | 13(0,61) | 21 | 3 | 5 | 13 | 19 | 30 | -11  |

- Relégué en National 3.

Le tableau suivant liste les matchs de l'équipe réserve du Nîmes Olympique.

### Équipe de jeunes
Le Nîmes Olympique aligne plusieurs équipes de jeunes dans les championnats départementaux et régionaux. Parmi ces équipes de jeunes, l'équipe des mois de 19 ans participe à deux compétitions majeures, le championnat national des moins de 19 ans et la Coupe Gambardella 2019-2020. L'équipe des mois de 17 ans évolue également en championnat national.
| Rang | Équipe               | Pts | J  | G | N | P  | Bp | Bc | Diff |
| ---- | -------------------- | --- | -- | - | - | -- | -- | -- | ---- |
| 6    | Istres FC            | 27  | 19 | 7 | 6 | 6  | 29 | 26 | +3   |
| 7    | Toulouse FC          | 25  | 19 | 6 | 7 | 6  | 27 | 28 | -1   |
| 8    | US Colomiers         | 25  | 19 | 7 | 4 | 8  | 21 | 24 | -3   |
| 9    | Nîmes Olympique      | 24  | 19 | 7 | 3 | 9  | 23 | 26 | -3   |
| 10   | SC Toulon            | 21  | 19 | 6 | 3 | 10 | 48 | 49 | -1   |
| 11   | AS Cannes            | 20  | 19 | 4 | 8 | 7  | 14 | 32 | -18  |
| 12   | Castelnau-Le Crès FC | 20  | 19 | 5 | 5 | 9  | 30 | 30 | 0    |

| Rang | Équipe          | Pts | J  | G  | N | P  | Bp | Bc | Diff |
| ---- | --------------- | --- | -- | -- | - | -- | -- | -- | ---- |
| 3    | OGC Nice        | 41  | 20 | 11 | 8 | 1  | 34 | 18 | +16  |
| 4    | AS Béziers      | 38  | 20 | 11 | 5 | 4  | 42 | 23 | +19  |
| 5    | AS Monaco FC    | 37  | 20 | 11 | 4 | 5  | 47 | 25 | +22  |
| 6    | Nîmes Olympique | 32  | 20 | 10 | 2 | 8  | 36 | 33 | +3   |
| 7    | AC Ajaccio      | 30  | 20 | 9  | 3 | 8  | 38 | 32 | +6   |
| 8    | Istres FC       | 27  | 20 | 8  | 3 | 9  | 39 | 37 | +2   |
| 9    | Rodez AF        | 22  | 20 | 6  | 4 | 10 | 24 | 37 | -13  |